# Justin Njinmah
Justin Nijnmah (Amburgo, 15 novembre 2000) è un calciatore tedesco, attaccante del Werder Brema.

## Biografia
Nato in Germania, ha origini nigeriane.

## Carriera
Nijnmah è un prodotto del settore giovanile di Eimsbütteler TV e Holstein Kiel. Il 6 gennaio 2022 ha firmato un contratto professionistico con il Werder Brema ed è stato prestato al Borussia Dortmund. Ha fatto il suo debutto professionistico il 17 gennaio 2022 in una vittoria per 3-1 contro il Waldhof Mannheim.

## Statistiche

### Presenze e reti nei club
Statistiche aggiornate al 2 ottobre 2023.
| Stagione        | Squadra              | Campionato      | Campionato | Campionato | Coppe nazionali | Coppe nazionali | Coppe nazionali | Coppe continentali | Coppe continentali | Coppe continentali | Altre coppe | Altre coppe | Altre coppe | Totale | Totale | Totale |
| Stagione        | Squadra              | Comp            | Pres       | Reti       | Comp            | Pres            | Reti            | Comp               | Pres               | Reti               | Comp        | Pres        | Reti        | Pres   | Reti   |        |
| --------------- | -------------------- | --------------- | ---------- | ---------- | --------------- | --------------- | --------------- | ------------------ | ------------------ | ------------------ | ----------- | ----------- | ----------- | ------ | ------ | ------ |
| 2019-2020       | Ingolstadt 04 II     | REG             | 7          | 1          |                 | -               | -               |                    | -                  | -                  |             | -           | -           | 7      | 1      |        |
| 2020-2021       | Ingolstadt 04 II     | REG             | 4          | 3          |                 | -               | -               |                    | -                  | -                  |             | -           | -           | 4      | 3      |        |
| 2021-2022       | Werder Brema II      | REG             | 18         | 14         |                 | -               | -               |                    | -                  | -                  |             | -           | -           | 18     | 14     |        |
| 2021-2022       | Borussia Dortmund II | 3L              | 17         | 5          |                 | -               | -               |                    | -                  | -                  |             | -           | -           | 17     | 5      |        |
| 2022-2023       | Borussia Dortmund II | 3L              | 34         | 13         |                 | -               | -               |                    | -                  | -                  |             | -           | -           | 34     | 13     |        |
| 2022-2023       | Borussia Dortmund    | BL              | 1          | 0          | CG              | 0               | 0               |                    | -                  | -                  |             | -           | -           | 1      | 0      |        |
| 2023-2024       | Werder Brema         | BL              | 20         | 5          | CG              | 0               | 0               |                    | -                  | -                  |             | -           | -           | 20     | 5      |        |
| Totale carriera | Totale carriera      | Totale carriera | 101        | 41         |                 | 4               | 0               |                    | -                  | -                  |             | -           | -           | 105    | 41     |        |